# ガストン・ラガフ
ガストン・ラガフ (Gaston Lagaffe ) は、1957年にベルギーの漫画家 アンドレ・フランカンが『スピルー』に掲載したコミック・ストリップおよび同作の主人公である。

## 概要
この漫画は怠け者で騒動ばかり起こす新入社員ガストン・ラガフ（彼の名字の意味は「ひどい間違いを犯す人」）の日常を描いている。

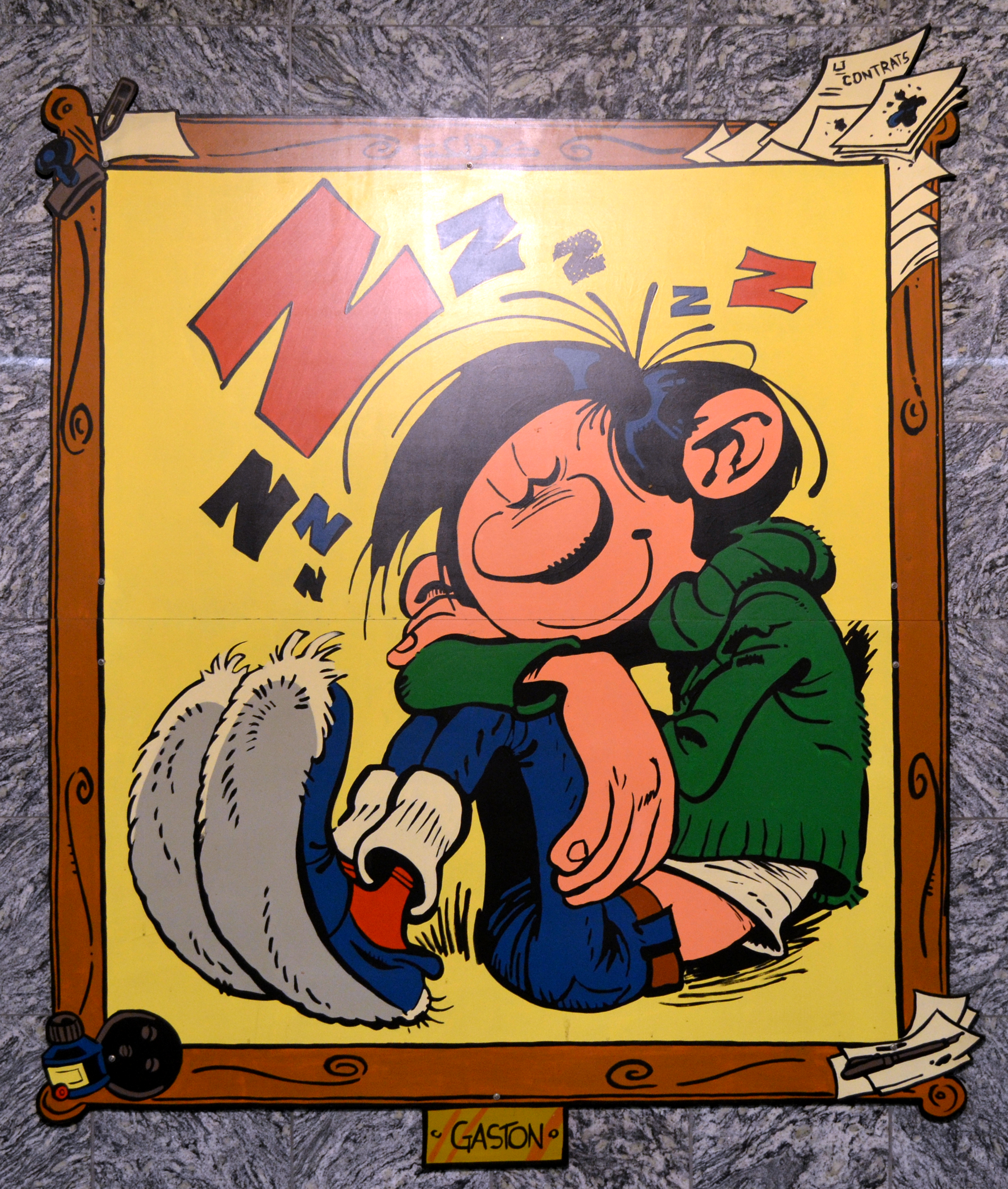
コミック版

ベルギーやフランスを含むヨーロッパの多くの地域では人気だが、1990年代に発売された ファンタグラフィックス版を除く英語版出版はなされていない。
ガストン・ラガフは国や言語によって呼び名が違う。例えば、オランダ語圏では Guust Flater と呼ばれ、スペイン語圏では Tomás el Gafeと呼ばれている。 その一方でカタルーニャ語圏ではSergi Grapes、アルゼンチンではGastón Sequivoc、エスペラントでは Gastono Lafuŝ、 ノルウェー語圏ではViggo、デンマーク語圏では Vakse Viggo、アイスランド語圏ではViggó Viðutan、フィンランド語圏ではNiilo Pielinen、セルビア語圏ではGaša Šeprtlja、トルコ語圏 ではŞapşal Gazi、スウェーデン語圏・ドイツ語圏・ギリシア語圏ではただ単にガストンと呼ばれている。またドイツでは短期シンジケーションの中でJo-Joともよばれていた。
1980年代からガストンは様々な商品の中に登場するようになった。

## 出版史

### デビュー
当時スピルー誌で『スピルーとファンタジオ』を手掛けていたフランカンが、ガストンを初めて登場させたのは1957年2月28日に発売されたスピルー誌No.985だった。
ガストンを登場させた当初の目的は、編集部の日常（フィクション）を面白おかしく描いた漫画を描いて、ページの余白を埋めるためだった 。
その後も、ガストンは数か月間にわたってこっそり登場する形で読者の目を引いた。なお、余白に青インクで足跡を残すというアイデアは、フランカンとYvan Delporteと
Jidehemのアイデアである。
スピルー誌No.1000の表紙には、999のスピルーの顔の中に、一つだけガストンの顔が紛れ込む、というものであり、おまけページにはフルページでガストンのギャグシーンが掲載された。。
足跡の主であるガストンはスピルー社へ面接に行くが、スピルーは呆然とするあまり、誰が何のために自分を呼び出したのかを覚えておらず、ファンタジオはガストンが世界初の無職のヒーローになる、と言う公式発表を出す、というのがこのキャンペーンのストーリーとなる。
その後ファンタジオはガストンの不注意にしばらく悩まされることとなり、"Vacances sans histoires"冒頭ではとうとう4週間にわたるストを起こし、休暇を取ることになったことが語られた。
1957年12月5日に発売されたスピルー誌No.1025より、ガストンの一コマ漫画が、Jidehem とフランカンの署名のもと編集部のページの下部に掲載された 。
1969年からは、ガストンの漫画がページ全体の半分にまで広がり、1960年代半ばに入ると、1ページ分にまで広がった。

### 『スピルーとファンタジオ』への客演
『スピルーとファンタジオ』におけるガストンのカメオ出演は、1957年9月19日に発売されたスピルー誌No.1014に掲載された"en:Le voyageur du Mesozoique"の2コマだったこの時ガストンは首都圏を走る道で、紙をまき散らしながら新聞を読みつつ自転車を走らせていた。2コマ目では、顔に青痣のできたガストンが、ふらついた様子で、壊れた自転車を車の行きかう道路に向かって引きずる様子が描かれた。
1957年11月から1958年1月にかけて連載された" Vacances sans histoires "(後に単行本 Le gorille a bonne mineに収録)で、ガストンは2度目のカメオ出演を果たした。
ガストンは物語の冒頭に登場し、自転車を走らせたまま煙草に火をつけようとして、自転車用信号が赤だったにもかかわらず自転車を走らせたため、スピルーとファンタジオのスポーツカーTurbot Iにぶつかりそうになった。 
物語の終盤にもガストンは登場し、自転車で一方通行の道へ入ってしまいスピルーとファンタジオの新車Turbot IIとぶつかった。ガストンは倒れたまま、スピルー社が二人に戻ってきてほしい旨を伝えた。
単行本" Le nid des Marsupilamis"に収録されている"La Foire aux gangsters"でガストンはスピルーたちの行動を妨害する形で登場し、より大きな役割を演じている。
スピルーは遊園地で赤ん坊の誘拐犯を探していたところ、たまたま来ていたガストンと出くわした。犯人に正体が悟られないようにするため、スピルーはガストンに赤の他人を装ってほしいとささやいた。だが、スピルーが赤ん坊を救出した時、ガストンは接触してきた誘拐犯をパーティーの参加者と勘違いして、何の悪意もなしに、スピルーの自宅への道のりを教えていった。
幸いガストンが犯人に間違った道のりを教えたため、行き止まりにたどり着いたところで警察官に囲まれ全員逮捕・収監され、スピルーと赤ん坊は無事だった。
なお単行本収録版には、通行人から軽蔑の目で見られながらガストンが釈放される様子の描かれたコマが最後に付け加えられた。
1961年、フランカンとYvan Delporte は、連続ラジオドラマ"Les Robinsons du rail" の台本を執筆した。このドラマは、ファンタジオが、世界初の原子力列車の開通式の警備を任された際、助手としてガストンを押し付けられるところから始まる。ガストンが列車に乗った途端事態は悪い方向へ転がっていき、列車が暴走する中、スピルーが電車の設計士とともに解決策を見出すという展開がなされる。
このラジオドラマは1961年にベルギーのラジオ局で放送された。
1964年にはスピルー誌に掲載され、のちに書籍化もされるが、フランカンとJidehemは挿絵を少し描いただけだった。
ガストンはフランカン版スピルーの後期の作品であるPanade a Champignacにも出演した。
ガストンは表題作の最初のページに登場し、Bravo les Brothersではファンタジオの誕生日プレゼントとしてスピルー社にチンパンジーの一団を連れてきて芸をさせ、ファンタジオを困らせた。1961年から63年にかけて発表された QRN sur Bretzelburg にガストンは登場しなかったが、全体主義者の国でファンタジオがガストンのことばかりを考えて拷問に耐えようとする場面があった。
フランカンから『スピルーとファンタジオ』を引き継いだJean-Claude Fournier が1969年に発表したLe faiseur d'orでは、Champignac伯がギャングたちから無理やり計画に協力させられている場面で、Champignac伯がガストンのことを考えながらギャングの言われたとおりに仕事をしたところ、変なものができてしまい、しかもそれがギャングの望むものだったというオチがつく。
Tomeと en:Janryの作品であるen:La jeunesse de Spirouでは、インチキ絵師がガストンの漫画本の偽物5巻を売る場面があるほか、ガストンの車がスピルー社の前に停められている場面もある。 
近年の作品だと、MorvanとMunueraが手掛けた"Au source du Z" で、スピルーが時間改変装置を使う際、ガストンがジャガイモを発酵させてシャンパンを作ったことを嫌な思い出として挙げている。また、その装置をもう一度使うことになった際、スピルーはガストンのシャンパンを再び飲む時が来たようだと話している。

## 人物像
ガストン・ラガフは出版社スピルーの編集部で職員として働いている。この漫画では、ガストンが仕事をさぼって、周りが締め切りに急いでいるのをよそに居眠りしたり趣味にいそしんだりする様子が描かれている。当初ガストンは周囲を苛立たせるだけの愚か者として描かれていたが、次第にユーモアのある人物として描かれるようになった。彼は常識にとらわれるということがなく、また大騒動を起こす("gaffes")特殊能力のようなものがあり、騒動の度に"M'enfin!" ("What the...?")と言うのが決まり文句となっている。
彼の本来の仕事は、山積みになった読者の投書に返事を書くことだが、彼はまるでやろうとしない。
ガストンの年齢ははっきりしない。作者であるフランカン本人もガストンの年齢は知らないし、知りたくもないと述べている。実際は何歳にせよ、職も車も土地も持てる年齢だが、振る舞いは10代前半の若者に近い。彼のいつもの服装は、緑色のポロネックのジャンパーを羽織り、青いジーンズをはき、古いエスパドリーユを履き込んでいるというものである。こうした彼の外貌は、当時掲載誌『スピルー』の編集者だったイヴァン・デルポルトがモデルとなっているという説もある。また、初期のガストンはヘビースモーカーだったが、だんだん本数を減らして、禁煙するようになった。
ガストンの行動力は波があり、起こすのが難しいほど寝ていることもあれば、様々な機械を作ったり、職場の備品で遊んでいたりするときもある。長いこと、料理や音楽、おしゃれ、化学といった様々な分野の趣味を試してきたが、どれも悲惨な結果に終わっている。成長しようとせず、仕事の心配もしないピーターパンのような姿勢がガストンの魅力となっているが、皮肉にも彼の奇行の原因は、気の合わない同僚と一緒にいるストレスからきている。
目立つからという理由で道路標識に広告を貼ったり前に雪だるまを置いたりすることもあり、その結果起こる事故や混乱も意に介さない。

### ギャグ
ガストンの愛車

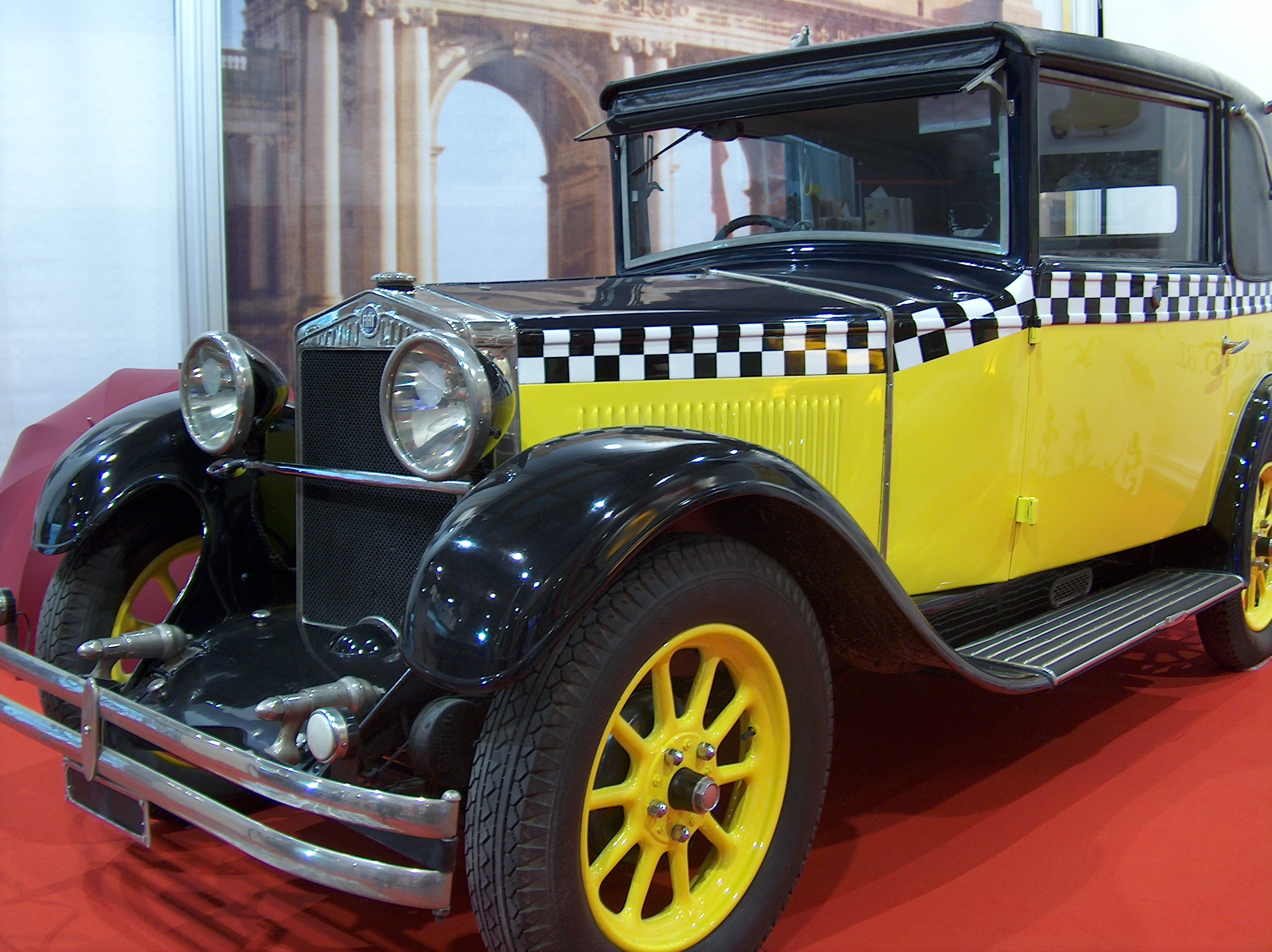
ガストンの愛車風にデコレーションされたフィアット・509。ユーロピアン・モーターショー・ブリュッセル2006にて。

ガストンの愛車は自分でレーシングパターンをつけた、フィアット・509である。初登場は#321で、その時からギャグとして用いられており、多くのユーモアは、この車があまりにも古いところからきている。実際、この車は非常にのろく、最高速度でも車に乗ったまま道端の花を摘めるほどである。また、ガストンは頑なに否定するが、ガソリン漏れもひどく、友人が漏れたガソリンの上で“油上スキー”をしたこともある。ただでさえ大量の有害な煙が車から出るのに、ガストンが石炭式に改造して余計に悪化したこともあった。
- 排気ガスのフィルターが排気パイプについており、後ろではなく、前から排気ガスが出るようになっている[19]
- ガスを集めるための袋があるが、不幸にも、ガストンは渋滞の中でその袋をあけてしまい、 周りにいる人を気絶させてしまう[20]。
- 雪用チェーンの存在[21]。
- 雪をヒーターに吸い込んで溶かす仕掛けになっているスノープラウが付属品としてあるが、使い物になっていない[22]。
- シートベルトがついているが、リアアクセルを包み込んでしまう[23]
- 運転者を締め付けるエアバッグ（プルーネルは事故の際に運転者が死ぬとまではいかないと評している）
- 風力原動機[24]

それに付け加えて、なぜかロケットパワーが2つ。
ガストンの同僚の中には彼の愛車に乗るのを恐れている者もおり、プルーネルはもうあんな車は乗りたくないと何度も言っている。また、ガストンは駐車代をごまかすために木の上に停めたり道路工事を装ったりして、取り締まりの警官であるJoseph Longtarinとよく揉めている。
衣装ネタ
初期のギャグには、ガストンが同僚の冗談を真に受けて、手が込んではいるが実用的とは言いがたい衣装（例：ゾウムシのようなおもちゃ、タコ、ギリシャのつぼ、ガソリン・ポンプ、エッフェル塔）を着て仮装パーティー会場に現れ、こんな格好で踊ることができるのかと途方に暮れている、というものがあった。また、彼は作者が同じであるマルスピラミの格好をしたこともあった。
その他発明品
- ネクタイと靴ひもが一体化した紐
- 天井から釣り下げるようになっているテーブル[26]
- 自己暖房機能付きダッフルコート[27]
- 回転式クリスマスツリー[28]
- 空圧式灰皿
- 電気式かかし[29]
- 折りたたみ自転車[30]
- リモコン式アイロン[31]
- ミニ芝刈り機（デイジーの雑草取り用）
- ネズミ用よろい一式[32]
- 太陽光式 懐中電灯[33]
- ギロチン型電気式葉巻切り。
- 釘打ち用の自動ハンマー。
- 車から直接ポストに手紙を投函することができるゴム製シートベルト。

## ガストンの周りの人々

### 同僚
以下のキャラクター以外にも、編集者であるイヴァン・デルポルトやライターのラウル・コーヴァンといった実在の『スピルー』関係者がカメオ出演するときもある。
ファンタジオ
『スピルーとファンタジオ』の主人公。初期の『ガストン・ラガフ』では、主要サポーティング・キャラクターであり、怒りっぽい突っ込み役。
ファンタジオをこの漫画に登場させたせいで、ファンタジオの本来のひょうきんさが失われてしまったと、フランカンは、後悔の念を表している。実際この漫画におけるファンタジオは冒険に参加しておらず、雑誌編集の立場にあり、どうにかしてガストンをデスクに向かわせようとしている。
フランカンはBravo les Brothersを『スピルーとファンタジオ』の一作として（しかし、この作品は実質上はガストンがメインとなっている）発表した後、1970年に『スピルーとファンタジオ』のシリーズをジャン＝クロード・フルニエに引き継ぎ、『ガストン・ラガフ』にもファンタジオを登場させなくなった。その後もファンタジオはゲスト程度に登場することはあり、一度などは仕事場に戻ってきて、しばらく不在にしていたのはシャンピニャック（『スピルーとファンタジオ』に登場する架空の村）に行っていたせいだと説明したこともあったが、それ以来登場することはなかった。
レオン・プルーネル（Léon Prunelle）
スピルー誌の編集者。黒髪に短いひげの生えた顔をしており、めがねをかけている。
ガストンに仕事をやらせるという難業に加えて、大物実業家Aimé De Mesmaekerとの契約といった業務をファンタジオから引き継いでやっているが、前任者のファンタジオより短気である。当初Aimé De Mesmaekerとの契約については楽観的だったが、あきらめきれないながらも、無理であることに気づいていく。年がら年中八方ふさがりな状態であるため、ガストンが何か騒動を起こすと、プルーネルは顔を赤紫色にして、"ロニュトゥジュ!"（"Nom de Dieu"をもじったもの。この言葉は日本語でいう「こん畜生」にあたり、そのままでは子供向け漫画には不適切であるため、この言い回しになった）と叫びながら走り回って周りに怒鳴り散らす。とはいうものの、なんとかしてガストンに逆ねじをきかせようとすることがときどきあることから、ユーモアが全くないわけではない。
Yves Lebrac(初登場時の名はYvon Lebrac)
社内にいる、比較的おおらかな性格の漫画家。言葉遊びが好きで、本編中、美しい秘書たちをナンパし、最終的にはうまくいった。プルーネルとは違いガストンと仲良くしていることが多いが、締め切りが迫っている時にガストンからたくさん妨害を加えられると、怒る。自身がガストンの騒動の被害にあっていない時は、ガストンに対して寛容である。また、作者が最も自身を反映したキャラクターでもある。
Joseph Boulier
スピルー誌を出版しているÉditions Dupuisに所属する、無愛想な会計士。
社内のあらゆる無駄な出費を追及する、特にガストンに起因する無駄を追及する、と息巻いている。とはいうものの、ガストンにひと泡吹かせようとしては大失敗に終わる。
出版業界の厳しさを描いたキャラクターとしても描かれている。
Mademoiselle Jeanne
ガストンが思いを寄せる同僚。彼は"M'oiselle Jeanne"と呼んでいる。編集部で唯一、彼の良いところを見つけてくれる人間でもある。初登場時はさほど美しくなく、彼女がポニーテールだからという理由でガストンがパントマイム用の馬の尻役を頼んだこともあったほどだった。回を追うごとに少しずつかわいくなってきてはいるが、すごく美しいわけではない。
彼女はガストンの才能・勇気を評価し、彼女自身も常識が少々欠けていることから、ガストンに釣り合った人物といえる。しかし、2人の関係はまだ第1段階にとどまっており、まれに2人で外出することもあるが、2人が会うのは基本的に職場である。お互いのことは「さん」付けで、また「あなた」(vous)と改まった言い方で呼びあう。このような関係は、ガストンの成長が不可能であるか本人が拒んでいるかのどちらかということへの現れでもある。
シリーズ終盤にて、ガストンは彼女とよりお近づきになることを夢見ていた。実際、作者であるアンドレ・フランカンは、2人が裸でいることで性的興奮状態にあるガストンを描いた商業的に不向きなグリーティングカードをつくったことがあった。
En direct de la gaffeでは、彼女に色覚異常があり、緑と赤の区別がつかないことが明らかになっている。
Bertje Van Schrijfboek
編集部に勤務する翻訳家。
Le Rouquin（赤毛）
赤毛の編集者。なお、Le Rouquinという名は作品外で使われているあだ名であり、本名ははっきりしていない。
Mélanie Molaire
掃除婦。掃除の時間になるとガストンのしでかした騒動の後片付けをする。
Jules Soutier
コンシェルジュ。
Sonia
秘書3人組のうちの一人
Yvonne
秘書3人組のうちの一人
Suzanne
秘書3人組のうちの一人
Monsieur Dupuis
実在の出版者Jean Dupuisその人。
2回のみこの漫画に登場したが、いずれも足だけが見えた状態だった。

### 友人
Jules-de-chez-Smith-en-face (向かいのスミスからのジュール)
社の向かいにある企業の社員。ガストンとはトランシーバーやフラッシュカード、伝書カモメといった方法でコミュニケーションをとろうとしたことがある。ガストン同様子供じみた熱心さを持ち合わせていることから、一緒に行動することが多い。2人は仲がよいが、彼はガストンを「ラガフ」と姓で呼んでいる。
Bertrand Labévue
ガストンの友人にしていとこ。苗字である Labévue（フランス語で大失敗という意味）が示す通り、ガストンとともに騒動を起こすことが多い。作者の状態を反映するかのごとく重度の抑鬱症に陥っており、ガストンとJulesは、彼のところへ食べ物を持ってきたり、田舎町へドライブへ連れて行ったりなどして励ましているが、コミカルなまでに失敗している。
Manu
ガストンの友人。煙突掃除夫に、看板立て、裁縫屋と、メリー・ポピンズのバートのようによく仕事を変える。ガストンとともにLongtarinを怒らせる。

### 敵対人物
Aimé De Mesmaeker
プライベートジェットを持ち（ガストンに壊された）、長女がアルファロメオを乗り回すほど裕福な実業家。
収入源は不明だが、ファンタジオやプルーネルに儲かりそうな契約を持ちかけられては編集部にしばしば足を運んでくる。来訪の度にデュプイの従業員たちが彼をちやほやし、酒やたばこをふんだんに振舞うさまが描かれ、作者はこのキャラクターを用いて、ビジネス上のしきたりに対する皮肉をきかせている。
毎回契約を妨害するガストンに対し、さらにはガストンの同僚に対しても苛立ちを強めてきている。
De Mesmaekerという名はフランカンの協力者であるJidéhemの本名、Jean De Mesmaekerからとったものである（なお、Jidéhemというペンネームは、本名の頭文字であるJ.D.M.のフランス語読みに由来する）が、キャラクター自体のモデルはJidéhemの父親である。実在の人物としてのDe Mesmaeker Srはセールスマンで、ガストンの漫画の人気が上がるにつれ、契約がやりづらくなっていったという。
Joseph Longtarin("long nose")
社の近辺で駐車違反の取締りをしている警官。
かなり怒りやすく、根に持ちやすい人物。この漫画では強いて言えば敵役だが、法律や規則を平気で破るガストン、守らせようとするLongtarin、という図式となっていることを考えると、単純に敵役とは呼びづらい面もある。騒動の原因はガストンの愛車及び駐車方法にあり、ガストンは彼に駐車違反の切符を切られるたびにパーキングメーターを故障させるといった報復をとっている。これは、ガストンだけでなく作者も駐車違反に関してよろしく思っていなかったことからきている。
また、ガストンは自分の車に、Longtarinをかたどった像をつける（ロールス・ロイスのスピリット・オブ・エクスタシーのパロディ）といういたずらをしたこともある。
Ducran & Lapoigne
社の近所にあるエンジニアリング会社。ガストンの起こす騒動の被害に遭ってはそのたびにファンタジオやプルーネルに対して怒りを爆発させている。
Freddy-les-doigts-de-fée（妖精の指のフレディ）
泥棒。編集部によく盗みに入るが、ガストンが危険物や備品、ペットなどを職場におきっ放しにしているため、なぜかいつも失敗する。編集部の従業員は彼もガストンの被害者の一人だと考えており、朝になって見つけても警察に通報せず、彼を慰め、無料のものを与えて帰す。

## 評価
ル・モンド20世紀の100冊では98位にランクインした。